# خاندان عتبی
خاندان عتبی یا اُتبی، خاندانی ایرانیبودند که در دستگاه اداری سامانیان خدمت می‌کردند.
نخستین چهره شناخته‌شده از این خاندان، ابوجعفر عتبی بود که در دوران نوح یکم (۹۴۳–۹۵۴ میلادی) و منصور یکم (۹۶۱–۹۷۶ میلادی) منصب وزارت داشت. از دیگر چهره‌های برجستهٔ این خاندان می‌توان از ابوالحسین عتبی یاد کرد که وزیر نوح دوم سامانی (۹۷۶–۹۹۷ میلادی) بود. ابونصر محمد عتبی نيز از نويسندگان سرشناس روزگار خود بود.

## بن‌مایه
1. ↑  Ashraf, Ahmad (2006). "Iranian identity iii. Medieval Islamic period". Encyclopaedia Iranica (به انگلیسی). Vol. 13. pp. 507–522.
2. ↑  بوسورث, C. E. (2010). "ʿOtbi". ایرانیکا.

- فری, ریچارد نلسون (1975). "سامانیان". تاریخ ایران از آغاز اسلام تا سلاجقه. کمبریج: دانشگاه کمبریج. pp. ۱۳۶–۱۶۱. ISBN 0-521-20093-8.